# Racing Club de Lens
Racing Club de Lens, comúnmente conocido como RC Lens o Racing Club de Lens, es un club de fútbol francés, de la ciudad de Lens en Alta Francia. Fue fundado en 1906 y juega en la Ligue 1, la máxima categoría del fútbol nacional.

## Historia

### Origen

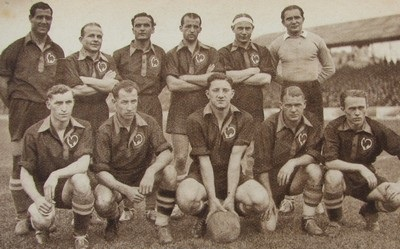
Alineación del RC Lens en la temporada 1937/38.

A finales del siglo XIX el fútbol empezó a difundirse por Francia. En la zona Nord-Paso de Calais surgieron varios club como el Racing Club de Roubaix (fundado en 1895), el Tourcoing (en 1898), el Amiens (en 1901), Racing Club de Arras (en 1901) o Olympique Lille (en 1902).
El Racing Club Lens nació en 1906 (aunque los primeros estatutos del club se firmaron en 1907), siendo los primeros presidentes los señores Lotin y Douterlungne. El nombre de Racing Club, se tomó en referencia al prestigioso Racing Club de France. Los camiseta original era a cuadros negros y verde, en referencia al carbón y a la Plaza Verde de Lens.
En la temporada 1907/08 participó por primera vez en la Liga de Artois. En 1914 comenzó la Primera Guerra Mundial y el Racing Club Lens tuvo que detener su actividad por culpa del avance alemán. Tras la guerra el club vuelve a recuperar su actividad bajo el patrocinio de Laroche, director del "Comité de Auxilio Estadounidense", quien demandó que el Racing Club Lens adoptara los colores estadounidenses: azul para la camisa, pantalones blancos y rojo para las medias.
En 1922 Racing Club Lens vuelve a competir en la Liga de Artois. El equipo se compone de muchos trabajadores extranjeros que se asientan en la zona del Paso de Calais, en su mayoría trabajadores polacos.
En 1923 el Racing Club Lens cambia de colores, por última vez, adoptando los colores rojo y oro. La tradición dice que el presidente René Moglia, adoptó estos colores al observar las ruinas de una iglesia de la ciudad, vestigio del dominio español en la región. El RC Lens también en este año se traslada al estadio Raoul Briquet para disputar los partidos de la Liga de Artois.
En la temporada 1925/26 el RC Lens gana su primer título, la Liga Artois. Este mismo año aparece la primera asociación de seguidores los "Supporters Club Lensois". Dos años después (temporada 1927/28) el equipo termina en segundo puesto en la Liga Artois y en la temporada 1928/29 termina por segunda vez campeón. El 6 de noviembre de 1929 se adquieren unos terrenos donde en el futuro se erigirá el Stade Félix Bollaert.
La liga francesa fue fundada en 1932 pero el Racing Club Lens no formó parte de la primera división ya que Jules Antoine van den Weghe, presidente del club, se niega a profesionalizar el equipo. Dos años después fue sustituido por Louis Brossard quien decide profesionalizar el equipo, en gran medida ayudado por la empresa minera ”Mining Company”
El nuevo estadio fue inaugurado el 18 de junio de 1933. En su primera campaña profesional (temporada 1934/35) el equipo terminó en quinto lugar gracias al polaco Ladislao Siklo Schmid y al austriaco Anton Marek. La temporada 1935/36 el equipo acaba cuarto, perdiendo la oportunidad de ascender a Ligue 1. Esa misma temporada, dos jugadores del RC Lens, Novicki y Francis, fueron los primeros jugadores en defender los colores de la selección francesa el 8 de marzo de 1936.
En la siguiente temporada 1936/1937, el RC Lens se convierte en ganador de la Ligue 2, pero el ascenso del RC Lens se verá detenido por la Segunda Guerra Mundial, ya que muchos de los jugadores tuvieron que abandonar el fútbol tras recibir la orden de movilización general.

### Década de los 50
Tras el fin de la guerra el RC Lens tuvo que esperar hasta la temporada 1949/50 para volver a disputar la Ligue 1 terminando logrando la permanencia en su primera temporada. La temporada 1955/56 terminó como subcampeón, bajo la dirección de Tony Marek. La temporada siguiente, RC Lens volvió a quedar subcampeón en un equipo en el que destacaban jugadores como Louis Jerjes, Arnold Sowinski, Theo Szkudlapski o Maryan Winiewski.
En la temporada 1959 el Racing Club Lens consiguió su primer título nacional, la Copa Charles Drago, en la que participaban todos los clubs eliminados de la Copa de Francia antes de los cuartos de final. En la final derrotó a Valenciennes FC por 3-0.

### Los difíciles años 1960
La temporada 1959/60, Racing Club volvió a ganar la Copa Charles Drago, esta vez frente al Sporting Toulon Var, venciendo por 3-2.
En 1962 fue invitado a jugar la Copa de la Amistad en Italia y consiguió la victoria tras vencer al Calcio Catania, AS Roma y Torino.
En la temporada 1963/64 el RC Lens termina la Ligue 1 como subcampeón y el jugador Ahmed Oudjani fue el máximo goleador de la competición con 30 goles pero pronto empezara un periodo de declive.
En el año 1968 el declive del club le empuja a la Ligue 2 pero la quiebra de la empresa minera hace que en 1969 deje de invertir en el RC Lens y la bancarrota lo convierta en un club aficionado. El RC Lens se encuentra pasando los peores momentos de su historia al borde de la desaparición.
El RC Lens sobrevivirá gracias al entusiasmo de Henri Trannin, director deportivo y Arnold Sowinski, quien asumirá el cargo de entrenador en 1969 y del alcalde de Lens André Delelis.

### Los años 1970
En 1972 el RC Lens consigue la proeza de llegar a semifinales de la Copa de Francia donde es eliminado por el Bastia. Los jugadores polacos Faber y Gregorczik conducen al RC Lens hasta la Ligue 1.

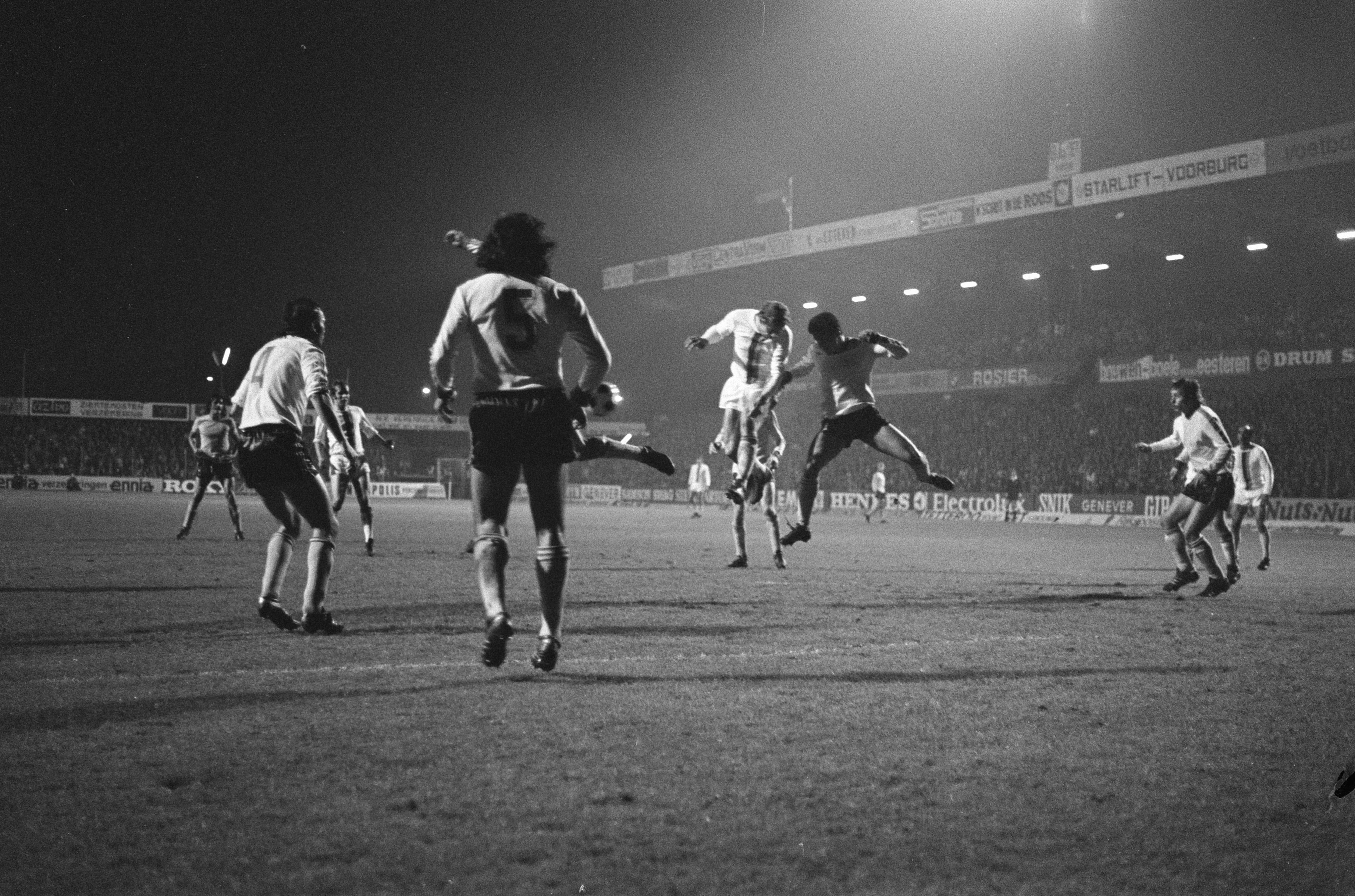
Partido de la Recopa de Europa entre ADO Den Haag y Racing Club de Lens

En 1975 el equipo llega hasta la final de la Copa de Francia enfrentándose al Saint Etienne pero cayó derrotado por 2-0. El Saint Etienne es campeón de Liga y Copa por lo que el RC Lens tiene la posibilidad de competir en Europa.
Su participación en la Recopa de Europa es corta. En primera ronda vence a los irlandeses de Home Farm FC de Dublín pero en la siguiente ronda ADO Den Haag consigue la eliminación.
En la temporada 1976/77 RC Lens acaba en segunda posición tras el FC Nantes.
En la temporada 1977/78 participa en la Copa de la UEFA donde vence al Malmö (4-1 y 2-0). En segunda ronda se enfrenta al Lazio, en Roma, el equipo italiano vence 2-0 pero en la vuelta el RC Lens vence por 6-0 en la prórroga. Después se enfrentó al 1. FC Magdeburg y cayó derrotado (4-0 y 2-0)

### La década de los 80
Volverá a jugar en competición europea en la temporada 1983/84. En primera ronda se derrotó al KAA Gent (1-1 y 2-1), Royal Antwerp Football Club (2-2 y 2-3) siendo eliminado por el Anderlecht (1-1 y 1-0)
La elección de Francia para organizar la Eurocopa de 1984 exigió al estadio Felix Bollaert unas reformas. La capacidad aumentó hasta los 51.000 asientos.
En 1986/87, los CR Lens compiten en la Copa de la UEFA pero es derrotado en primera ronda por el Dundee United (1-0 y 2-0). 
Los años finales de los años 80 fueron difíciles para el RC Lens. La situación económica era cada vez más precaria y sus grandes jugadores como Philippe Vercruysse y Daniel Xuereb, dejan el RC Lens.
En agosto de 1988 se hace con la presidencia del club Gervais Martel, un empresario joven de la región.

### Los dorados 90
El RC Lens empezó la década de los 90 en Ligue 2 pero pudo recuperar la categoría dos años después. El equipo que recuperó la categoría contaba con grandes jugadores como Eric Sikora, Cyril Magnier, Jean-Guy Wallemme o Roger Boli pero al ascender el equipo se ve reforzado por jugadores como Bernard Lama y Guillaume Warmuz, Frederic Meyrieu, Jose Pierre-Fanfan, François Omán Biyik y Tony Vairelles.
En 1994 el club llega hasta las semifinales de la Copa de Francia. En la Liga el Racing Club de Lens terminó en quinta posición en los años 1995 y 1996 por lo que se clasificó estos años para la Copa de la UEFA. El club sigue creciendo y esto es confirmado por una semifinal de la Copa de Francia en 1994. Partido que perdió en casa por 2-0. Sin embargo, ellos lograron vencer en la final de la Copa de la Liga. Final anecdótica ya que la Copa de la Liga no se formalizaría hasta el año siguiente. 

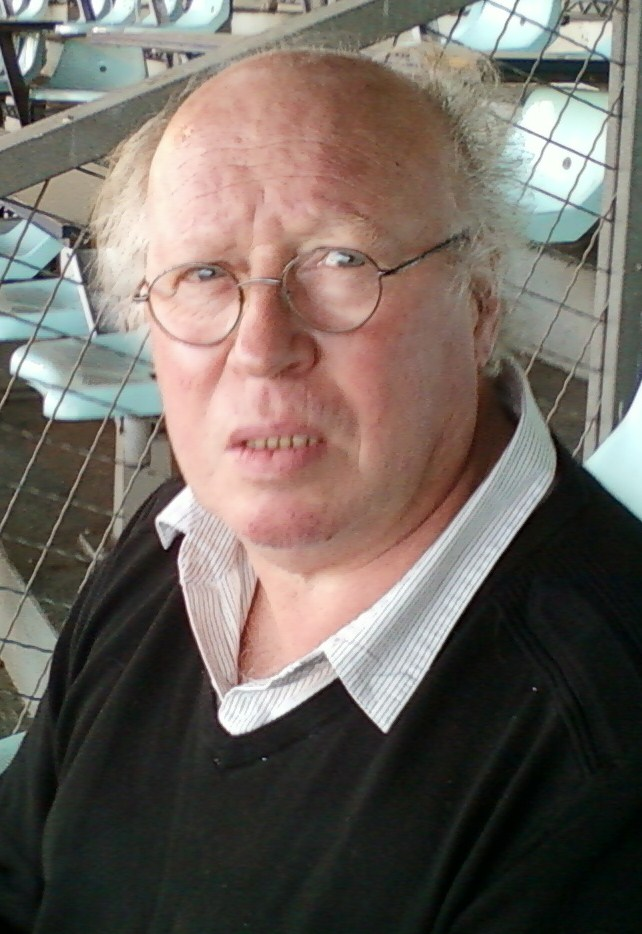
Daniel Leclercq entrenador del RC Lens entre 1996 y 2000

En la Copa de la UEFA de la temporada 1995/96 RC Lens vencerá a Avenir Beggen de Luxemburgo (6-0 y 0-7), Chornomorets Odesa (0-0 y 4-0), para finalmente caer derrotado en dieciseisavos de final frente al Slavia de Praga, antiguo equipo de Vladimir Smicer (0-0 y 0-1). En la participación en la Copa de la UEFA de la temporada 1996/97 se enfrentaron a la Lazio en primera ronda siendo derrotado (0-1 y 1-1). Su participación en la Ligue 1 fue preocupante salvándose del descenso en las últimas jornadas.
Tras una decepcionante temporada, muchos cambios se realizaron en el club. El nuevo entrenador fue Daniel Leclercq y se ficharon a jugadores como Stéphane Ziani o Anton Drobnjak.
La temporada 1997/98 fue la mejor temporada en la historia del RC Lens, en la que llegaron hasta semifinales de la Copa de la Liga, además de llegar a la final de la Copa de Francia.
El 9 de mayo de 1998 el Racing Club de Lens se proclamó por primera vez campeón de la Ligue 1.
En la temporada siguiente el RC Lens participó por primera vez en la Champions League enfrentándose en la fase de grupos al Dinamo de Kiev de Andriy Shevchenko, el Panathinaikos y el Arsenal FC. RC Lens terminó tercero del grupo, pero antes pudo vencer al Arsenal en Wembley.
Otro punto a destacar de esta temporada 1998/1999 fue la victoria en la Copa de la Liga tras vencer al FC Metz con un gol de Daniel Moreira.

### ElsigloXXI
La temporada 1999/2000 comenzó mal y Daniel Leclercq fue cesado, siendo el nuevo entrenador François Brisson. La participación en la Copa de la UEFA fue buena tras derrotar al Maccabi Tel Aviv (2-2 y 2-1), Vitesse (4-1 y 1-1), Kaiserslautern (1-2 y 1-4), Atlético de Madrid (2-2 y 4-2) y Celta de Vigo (0-0 y 2-1). Pero finalmente el Arsenal puso fin a los sueños del RC Lens (1-0 y 1-2). El Lens terminó en quinta posición en la Ligue 1.
Para la temporada 2000/01 el nuevo entrenador es Rolland Courbis pero los malos resultados hicieron que en invierno fuera destituido y que Georges Tournay ocupara su puesto de entrenador y lograra salvar al RC Lens del descenso.
El nuevo entrenador sería Joel Muller quien conduciría al RC Lens hacía el liderato en la temporada 2001/02 pero el Olympique Lyonnais terminaría desbancándolo de la primera posición y el RC Lens terminaría como subcampeón, clasificándose de nuevo para la Champions League.
En su participación en Europa en la temporada 2002/2003 fue derrotado por el FC Oporto (3-0 y 1-0). En liga terminarían en octava posición.
La temporada siguiente (2003/04), RC Lens de nuevo terminó octavo en la liga. En la Copa de la UEFA, venció al Torpedo Kutaisi y al Cementarnica pero finalmente fue eliminado por el Gaziantepspor turco (3-0 y 1-3).
La temporada 2004-2005 experimentó un mal comienzo, Joël Muller dejó el cargo su asistente Francis Gillot. Bajo la dirección de este último, el club terminó séptimo y se clasificó para la UEFA. En Europa (en la temporada 2005-2006), vence al Groclin Grodzisk Wielkopolski (1-1 y 2-4) en la fase previa y en la fase de grupos se enfrenta al Steaua de Bucarest, Halmstads, Sampdoria y Hertha de Berlín. Finalmente cae eliminado por el Udinese (3-0 y 1-0), pero desempeñó un gran papel en Ligue 1 terminando en cuarto lugar. 

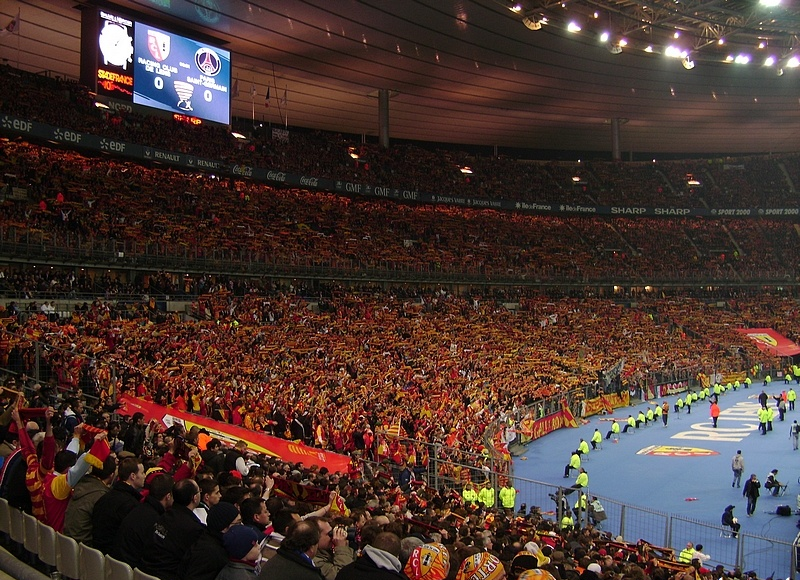
Afición del RC Lens en el Stade de France en la final de la Copa de la Liga contra el Paris Saint-Germain

La temporada 2006/07, todavía bajo la dirección de Francis Gillot, el RC Lens se enfrentó en la Copa de la UEFA al Ethnikos Achnas al que venció (0-0 y 3-1). En la fase de grupos se enfrentó a Osasuna, al Odense BK danés, Parma FC y Heerenveen. Consiguió clasificarse para la siguiente ronda donde derrotó al Panathinaikos (3-1 y 0-0) pero en la siguiente cayó eliminado por el Bayer Leverkusen(2-1 y 3-0). En liga aparecía como el mejor candidato para derrotar al Olympique Lyonnais. Sin embargo el club termina en quinta posición lo que le cuesta el puesto al entrenador Francis Gillot.
La temporada 2007/08 la inestabilidad en el puesto de entrenador llevó al equipo a la Ligue 2. La temporada solo se salvó con la clasificación para la final de la Copa de la Liga, en la que fue derrotado por el Paris Saint-Germain por 2-1.
En su participación en la Copa de la UEFA vencería en la ronda de clasificación al Young Boys suizo (1-1 y 5-1) pero caería en primera ronda contra el FC København (1-1 y 2-1).
El RC Lens pudo recuperar en un año la categoría gracias al trabajo del entrenador Jean-Guy Wallemme. En la temporada 2009/10 el equipo terminó en undécima posición y llegó hasta semifinales en la Copa de Francia donde fue derrotado por el AS Monaco en la prórroga.
Sin embargo la temporada 2010/2011 el RC Lens no pudo mantener el rendimiento y el equipo vuelve a descender a Ligue 2.
En la temporada 2013/2014 y tras tres años de sufrimiento el equipo regresa a la máxima categoría tras derrotar por 2-0 al CA Bastia en condición de visitante.
En la temporada 2022/2023 lograron el subcampeonato de liga y el boleto directo a la fase de grupos de la Liga de Campeones de la UEFA 2023-24

## Uniforme
- Uniforme titular: Camiseta amarilla con una franja roja, pantalón rojo y medias amarillas.
- Uniforme alternativo: Camiseta negra con franjas verdes, pantalón y medias negras.

### Local
| 2021–2022 | 2020–2021 | 2019–2020 | 2018–2019 | 2017–2018 | 2016–2017 | 2015–2016 | 2014–2015 | 2013–2014 | 2012–2013 | 2011–2012 |
| 2010–2011 | 2009–2010 | 2008–2009 | 2007–2008 | 2006–2007 |           |           |           |           |           |           |

### Visita
| 2021–2022 | 2020–2021 | 2019–2020 | 2018–2019 | 2017–2018 | 2016–2017 | 2015–2016 | 2014–2015 | 2013–2014 | 2012–2013 | 2011–2012 |
| 2010–2011 | 2009–2010 | 2008–2009 | 2007–2008 | 2006–2007 |           |           |           |           |           |           |

### Alternativo
| 2009–2010 | 2010–2011 | 2011–2012 | 2017–2018 | 2018–2019 | 2019–2020 | 2020–2021 | 2021–2022 |

### Patrocinio
| Periodo       | Proveedor      |
| ------------- | -------------- |
| 1968 - 1975   | Le Coq Sportif |
| 1975 - 1994   | Adidas         |
| 1994 - 1996   | Olympic        |
| 1996 - 2001   | Umbro          |
| 2001 - 2009   | Nike           |
| 2009 - 2011   | Reebok         |
| 2011 - 2014   | Adidas         |
| 2014-2018     | Umbro          |
| 2018-2021     | Macron         |
| 2021-presente | Puma           |

| Periodo       | Patrocinador            |
| ------------- | ----------------------- |
| 1972 - 1975   | Carrefour               |
| 1975 - 1984   | Europe 1                |
| 1984 - 1987   | Europe 1/Auchan         |
| 1987 - 1989   | Auchan                  |
| 1989 - 1997   | Shopi                   |
| 1997 - 1998   | Kia                     |
| 1998 - 2001   | Ola                     |
| 2001 - 2006   | Orange                  |
| 2006 - 2007   | LG Mobile               |
| 2007-2013     | Invicta                 |
| 2013-2016     | Azerbaiyán Land of Fire |
| 2016-presente | Auchan                  |

## Rivalidades
Su máximo rival es LOSC, con quien disputa el Derbi del Norte.
También mantiene una rivalidad con otros clubes vecinos, Valenciennes FC y US Boulogne.

## Datos del club
- Temporadas en la Ligue 1: 60
- Temporadas en la Ligue 2: 17
- Mejor puesto en la liga: 1º (Temporada 1997-98).
- Peor puesto en la liga: 20º (Temporadas 1988-89 y 2014-15).

| Máximos goleadores                                                | Máximos goleadores  | Máximos goleadores | Más partidos disputados | Más partidos disputados | Más partidos disputados |
| ----------------------------------------------------------------- | ------------------- | ------------------ | ----------------------- | ----------------------- | ----------------------- |
| 1.                                                                | Ahmed Oudjani       | 118 goles          | 1.                      | Éric Sikora             | 590 partidos            |
| 2.                                                                | Maryan Wisniewski   | 105 goles          | 2.                      | Bernard Placzek         | 473 partidos            |
| 3.                                                                | Georges Lech        | 78 goles           | 3.                      | Jean-Guy Wallemme       | 466 partidos            |
| 4.                                                                | Roger Boli          | 75 goles           | 4.                      | Guillaume Warmuz        | 427 partidos            |
| 5.                                                                | Casimir Zuraczek    | 64 goles           | 5.                      | Didier Sénac            | 350 partidos            |
| 6.                                                                | Stefan Dembicki     | 63 goles           | 6.                      | Yohan Démont            | 332 partidos            |
| 7.                                                                | Jean-Marie Elie     | 59 goles           | 6.                      | Daniel Leclercq         | 332 partidos            |
| 8.                                                                | Jean Deloffre       | 58 goles           | 8.                      | Jean-Marie Elie         | 315 partidos            |
| 9.                                                                | Philippe Vercruysse | 56 goles           | 9.                      | Hervé Flak              | 314 partidos            |
| 10.                                                               | Farès Bousdira      | 53 goles           | 9.                      | Maryan Wisniewski       | 314 partidos            |
| La nacionalidad es francesa a no ser que se indique lo contrario. |                     |                    |                         |                         |                         |

## Jugadores

### Números retirados
12 –  Aficionados del Club 

17 –  Marc-Vivien Foé, MED (2002–03) - Homenaje Póstumo

## Palmarés
Torneos nacionales (5)
| Competición nacional              | Títulos                             | Subtítulos                                   |
| --------------------------------- | ----------------------------------- | -------------------------------------------- |
| Primera División de Francia (1/5) | 1997-98.                            | 1955-56, 1956-57, 1976-77, 2001-02, 2022-23. |
| Copa de Francia (0/3)             |                                     | 1947–48, 1974–75, 1997–98.                   |
| Copa de la Liga (1/1)             | 1999.                               | 2008.                                        |
| Copa Charles Drago (3/1)          | 1959, 1960, 1965.                   | 1957.                                        |
|                                   |                                     |                                              |
| Ligue 2 (4/2)                     | 1936–37, 1948–49, 1972–73, 2008–09. | 2013–14, 2019-20.                            |
| Copa Gambardella (3/4)            | 1957, 1958, 1992.                   | 1979, 1983, 1993, 1995.                      |

Torneos internacionales (1)
| Competición internacional       | Títulos | Subcampeonatos |
| ------------------------------- | ------- | -------------- |
| Copa Intertoto de la UEFA (1/0) | 2005.   |                |

## Entrenadores
- Jack Harris (1934)
- Robert De Veen (1934–36)
- Jack Galbraith (1936–38)
- Raymond François (1938)
- József Eisenhoffer (1938–39)
- Jack Galbraith (1939)
- Richard Buisson (1939–41)
- Georges Beaucourt (1941–42)
- Anton Marek (1942–47)
- Nicolas Hisbst (1948–50)
- Ludvic Dupal (1950–53)
- Anton Marek (1953–56)
- Felix Witowski (1956–58)
- Karel Michlowski (1956–58)
- Jules Bigot (1958–62)
- Élie Fruchart (1962–69)
- Arnold Sowinski (1970–78)
- Roger Lemerre (1978–79)
- Arnold Sowinski (1979–81)
- Jean Serafin (1981–82)
- Gérard Houllier (1982–85)
- Joachim Marx (1985–88)
- Arnold Sowinski (1988)
- Jean Parisseaux (1988–89)
- Philippe Redon (1989)
- Marcel Husson (1989–90)
- Arnaud Dos Santos (1990–92)
- Patrice Bergues (1992–96)
- Slavo Muslin (1996–97)
- Roger Lemerre (1997)
- Daniel Leclercq (1997–99)
- François Brisson (1999–00)
- Rolland Courbis (2000–01)
- Georges Tournay (2001)
- Joël Muller (2001–2005)
- Francis Gillot (2005–07)
- Guy Roux (2007)
- Jean-Pierre Papin (2007–08)
- Jean-Guy Wallemme (2008–2011)
- László Bölöni (2011)
- Jean-Louis García (2011–12)
- Eric Sikora (2012–13)
- Antoine Kombouare (2013-16)
- Alain Casanova (2016-17)
- Éric Sikora (2017-18)
- Philippe Montanier (2018-20)
- Franck Haise (2020-24)
- Will Still (2024-25)
- Pierre Sage (2025-)

## Participación en competiciones europeas

### Por competición
- En negrita competiciones en activo.

| Torneo                       | TJ | PJ | PG | PE | PP | GF  | GC  | Dif. | Puntos |
| ---------------------------- | -- | -- | -- | -- | -- | --- | --- | ---- | ------ |
| Liga de Campeones de la UEFA | 2  | 12 | 4  | 4  | 4  | 16  | 17  | -1   | 16     |
| Liga Europa de la UEFA       | 11 | 64 | 28 | 17 | 19 | 110 | 74  | +36  | 101    |
| Recopa de Europa de la UEFA  | 1  | 4  | 1  | 1  | 2  | 10  | 7   | +3   | 4      |
| Copa Intertoto de la UEFA    | 3  | 12 | 7  | 4  | 1  | 21  | 8   | +13  | 25     |
| Total                        | 17 | 92 | 40 | 26 | 26 | 157 | 106 | +51  | 146    |

### Resultados por temporada
| Torneo                    | Posición                 | PJ | PG | PE | PP | GF | GC | Dif. | Puntos |
| ------------------------- | ------------------------ | -- | -- | -- | -- | -- | -- | ---- | ------ |
| Recopa de Europa 1975-76  | Segunda Ronda            | 4  | 1  | 1  | 2  | 10 | 7  | +3   | 4      |
| Copa de la UEFA 1977-78   | Octavos de final         | 6  | 3  | 0  | 3  | 12 | 9  | +3   | 9      |
| Copa de la UEFA 1983-84   | Octavos de final         | 6  | 2  | 3  | 1  | 9  | 8  | +1   | 9      |
| Copa de la UEFA 1986-87   | Treintaidosavos de final | 2  | 1  | 0  | 1  | 1  | 2  | -1   | 3      |
| Copa de la UEFA 1995-96   | Octavos de final         | 6  | 3  | 2  | 1  | 17 | 1  | +16  | 11     |
| Copa de la UEFA 1996-97   | Treintaidosavos de final | 2  | 0  | 1  | 1  | 1  | 2  | -1   | 1      |
| Liga de Campeones 1998-99 | Fase de grupos           | 6  | 2  | 2  | 2  | 5  | 6  | -1   | 8      |
| Copa de la UEFA 1999-2000 | Semifinales              | 12 | 5  | 4  | 3  | 23 | 16 | +7   | 19     |
| Copa Intertoto 2000       | Tercera Ronda            | 2  | 1  | 0  | 1  | 2  | 2  | 0    | 3      |
| Copa de la UEFA 2002-03   | Dieciseisavos de final   | 2  | 1  | 0  | 1  | 1  | 3  | -2   | 3      |
| Liga de Campeones 2002-03 | Fase de grupos           | 6  | 2  | 2  | 2  | 11 | 11 | 0    | 8      |
| Copa de la UEFA 2003-04   | Segunda Ronda            | 6  | 4  | 0  | 2  | 12 | 6  | +6   | 12     |
| Copa Intertoto 2005       | Campeón                  | 8  | 5  | 3  | 0  | 16 | 5  | +11  | 18     |
| Copa de la UEFA 2005-06   | Dieciseisavos de final   | 8  | 4  | 2  | 2  | 13 | 11 | +2   | 14     |
| Copa de la UEFA 2006-07   | Octavos de final         | 10 | 4  | 3  | 3  | 13 | 11 | +2   | 15     |
| Copa Intertoto 2007       | Tercera Ronda            | 2  | 1  | 1  | 0  | 3  | 1  | +2   | 4      |
| Copa de la UEFA 2007-08   | Primera Ronda            | 4  | 1  | 2  | 1  | 8  | 5  | +3   | 5      |

### Resultados
| Competicion UEFA | Competicion UEFA  | Competicion UEFA | Competicion UEFA       | Competicion UEFA | Competicion UEFA | Competicion UEFA |
| Temporada        | Competición       | Ronda            | Club                   | Global           | Ida              | Vuelta           |
| ---------------- | ----------------- | ---------------- | ---------------------- | ---------------- | ---------------- | ---------------- |
| 1975/76          | Recopa de Europa  | 1R               | Home Farm FC           | 7-1              | 1-1 (F)          | 6-0 (C)          |
| 1975/76          | Recopa de Europa  | 1/8              | FC Den Haag            | 3-6              | 2-3 (F)          | 1-3 (C)          |
| 1977/78          | UEFA Cup          | 1R               | Malmö FF               | 4-3              | 4-1 (C)          | 0-2 (F)          |
| 1977/78          | UEFA Cup          | 2R               | SS Lazio               | 6-2              | 0-2 (F)          | 6-0 nv (C)       |
| 1977/78          | UEFA Cup          | 1/8              | 1. FC Magdeburg        | 2-4              | 0-4 (F)          | 2-0 (C)          |
| 1983/84          | UEFA Cup          | 1R               | AA Gent                | 3-2              | 1-1 (F)          | 2-1 nv (C)       |
| 1983/84          | UEFA Cup          | 2R               | Antwerp FC             | 5-4              | 2-2 (C)          | 3-2 (F)          |
| 1983/84          | UEFA Cup          | 1/8              | RSC Anderlecht         | 1-2              | 1-1 (C)          | 0-1 (F)          |
| 1986/87          | UEFA Cup          | 1R               | Dundee United          | 1-2              | 1-0 (C)          | 0-2 (F)          |
| 1995/96          | UEFA Cup          | 1R               | Avenir Beggen          | 13-0             | 6-0 (C)          | 7-0 (F)          |
| 1995/96          | UEFA Cup          | 2R               | Chornomorets Odessa    | 4-0              | 0-0 (F)          | 4-0 (C)          |
| 1995/96          | UEFA Cup          | 1/8              | Slavia Praga           | 0-1              | 0-0 (F)          | 0-1 nv (C)       |
| 1996/97          | UEFA Cup          | 1R               | SS Lazio               | 1-2              | 0-1 (C)          | 1-1 (F)          |
| 1998/99          | Champions League  | Grupo E          | Arsenal FC             | 2-1              | 1-1 (C)          | 1-0 (F)          |
| 1998/99          | Champions League  | Grupo E          | FC Dynamo Kiev         | 2-4              | 1-1 (F)          | 1-3 (C)          |
| 1998/99          | Champions League  | Grupo E          | Panathinaikos FC       | 1-1              | 1-0 (C)          | 0-1 (F)          |
| 1999/00          | UEFA Cup          | 1R               | Maccabi Tel Aviv       | 4-3              | 2-2 (F)          | 2-1 (C)          |
| 1999/00          | UEFA Cup          | 2R               | SBV Vitesse            | 5-2              | 4-1 (C)          | 1-1 (F)          |
| 1999/00          | UEFA Cup          | 3R               | 1. FC Kaiserslautern   | 5-3              | 1-2 (C)          | 4-1 (F)          |
| 1999/00          | UEFA Cup          | 1/8              | Atlético Madrid        | 6-4              | 2-2 (F)          | 4-2 (C)          |
| 1999/00          | UEFA Cup          | 1/4              | Celta de Vigo          | 2-1              | 0-0 (F)          | 2-1 (C)          |
| 1999/00          | UEFA Cup          | 1/2              | Arsenal FC             | 1-3              | 0-1 (F)          | 1-2 (C)          |
| 2000             | Intertoto Cup     | 3R               | VfB Stuttgart          | 2-2 u            | 2-1 (C)          | 0-1 (F)          |
| 2002/03          | Champions League  | Grupo 1G         | AC Milan               | 3-3              | 1-2 (F)          | 2-1 (C)          |
| 2002/03          | Champions League  | Grupo 1G         | FC Bayern München      | 4-4              | 1-1 (C)          | 3-3 (F)          |
| 2002/03          | Champions League  | Grupo 1G         | Deportivo La Coruña    | 4-4              | 1-3 (F)          | 3-1 (C)          |
| 2002/03          | UEFA Cup          | 3R               | FC Porto               | 1-3              | 0-3 (F)          | 1-0 (C)          |
| 2003/04          | UEFA Cup          | Clasificatoria   | Torpedo Kutaisi        | 5-0              | 3-0 (C)          | 2-0 (F)          |
| 2003/04          | UEFA Cup          | 1R               | Cementarnica 55 Skopje | 6-0              | 1-0 (F)          | 5-0 (C)          |
| 2003/04          | UEFA Cup          | 2R               | Gaziantepspor          | 1-6              | 0-3 (F)          | 1-3 (C)          |
| 2005             | Intertoto Cup     | 2R               | Lech Poznań            | 3-1              | 2-1 (C)          | 1-0 (F)          |
| 2005             | Intertoto Cup     | 3R               | NK Varteks Varaždin    | 5-2              | 1-1 (F)          | 4-1 (C)          |
| 2005             | Intertoto Cup     | 1/2              | VfL Wolfsburg          | 4-0              | 0-0 (C)          | 4-0 (F)          |
| 2005             | Intertoto Cup     | F                | CFR Cluj               | 4-2              | 1-1 (F)          | 3-1 (C)          |
| 2005/06          | UEFA Cup          | 1R               | Dyskobolia Grodzisk    | 5-3              | 1-1 (C)          | 4-2 (F)          |
| 2005/06          | UEFA Cup          | Grupo C          | Steaua Bucarest        | 0-4              | 0-4 (F)          |                  |
| 2005/06          | UEFA Cup          | Grupo C          | Halmstads BK           | 5-0              | 5-0 (C)          |                  |
| 2005/06          | UEFA Cup          | Grupo C          | Hertha BSC             | 0-0              | 0-0 (F)          |                  |
| 2005/06          | UEFA Cup          | Grupo C          | UC Sampdoria           | 2-1              | 2-1 (C)          |                  |
| 2005/06          | UEFA Cup          | 3R               | Udinese Calcio         | 1-3              | 0-3 (F)          | 1-0 (C)          |
| 2006/07          | UEFA Cup          | 1R               | Ethnikos Achnas        | 3-1              | 0-0 (F)          | 3-1 (C)          |
| 2006/07          | UEFA Cup          | Grupo D          | CA Osasuna             | 3-1              | 3-1 (C)          |                  |
| 2006/07          | UEFA Cup          | Grupo D          | Odense BK              | 1-1              | 1-1 (F)          |                  |
| 2006/07          | UEFA Cup          | Grupo D          | Parma FC               | 1-2              | 1-2 (C)          |                  |
| 2006/07          | UEFA Cup          | Grupo D          | sc Heerenveen          | 0-1              | 0-1 (F)          |                  |
| 2006/07          | UEFA Cup          | 3R               | Panathinaikos FC       | 3-1              | 3-1 (C)          | 0-0 (F)          |
| 2006/07          | UEFA Cup          | 1/8              | Bayer 04 Leverkusen    | 2-4              | 2-1 (C)          | 0-3 (F)          |
| 2007             | Intertoto Cup     | 3R               | Chornomorets Odessa    | 3-1              | 0-0 (F)          | 3-1 (C)          |
| 2007/08          | UEFA Cup          | Clasificatoria 2 | BSC Young Boys         | 6-2              | 1-1 (F)          | 5-1 (C)          |
| 2007/08          | UEFA Cup          | 1R               | FC Copenhague          | 2-3              | 1-1 (C)          | 1-2 nv (F)       |
| 2023/24          | Champions League  | Grupo B          | Arsenal FC             | 2-7              | 2-1 (C)          | 0-6 (F)          |
| 2023/24          | Champions League  | Grupo B          | PSV                    | 1-2              | 1-1 (C)          | 0-1 (F)          |
| 2023/24          | Champions League  | Grupo B          | Sevilla FC             | 3-2              | 1-1 (F)          | 2-1 (C)          |
| 2023/24          | Europa League     | Play-off 1/8     | SC Freiburg            | 2-3              | 0-0 (C)          | 2-3 n.v. (F)     |
| 2024/25          | Conference League | Play-off         | Panathinaikos FC       | 2-3              | 2-1 (C)          | 0-2 (F)          |

## Clubes afiliados

### Copropiedad
Nota: Los clubes son propiedad de Joseph Oughourlian, por medio de sus grupos inversores, al igual que Lens.
| Masculino     | Masculino       | Femenino             | Femenino        |
| ------------- | --------------- | -------------------- | --------------- |
| Millonarios   | (2014-presente) | Millonarios Femenino | (2018-presente) |
| Lens          | (2016-presente) | Lens Femenino        | (2020-presente) |
| Calcio Padova | (2017-presente) | Padova Femminile     | (2020-presente) |
| Real Zaragoza | (2022-presente) |                      |                 |